# Ecaterina Andronescu
Ecaterina Andronescu (Rumanía, 7 de abril de 1948) es una ingeniera química industrial, profesora y política rumana.  
Fue ministra de Educación de Rumania en cuatro gobiernos: el de Adrian Năstase (2000-2003), el de Emil Boc (2008-2009), el de Victor Ponta (2012) y el de Viorica Dăncilă (2018-2019).    
Miembro del Partido Socialdemócrata (PSD), fue diputada nacional entre 1996-2008, y senadora entre 2008-2020; en ambas ocasiones en representación de Bucarest.  
Además, de 2004 a 2012 fue rectora de la Universidad Politécnica de Bucarest, institución en la que desarrolló la mayor parte de su trayectoria académica.  

## Biografía
Nació en Malovăț, condado de Mehedinți. Se graduó como ingeniera en 1972 en la Facultad de Química Industrial de la Universidad Politécnica de Bucarest. En 1982 obtuvo un doctorado y prosiguió sus estudios en Europa Occidental en la década de 1990. Continuó su carrera académica en la Universidad Politécnica de Bucarest, donde ejerció como profesora asistente (de 1972 a 1983), como profesora (desde 1983) y como investigadora (a partir de 1990).  Entre 1989 y 1992 fue vicedecana de la Facultad de Química Industrial y decana desde 1992 hasta 2004. Se convirtió en rectora de la universidad en 2004 y permaneció en el cargo hasta 2012.
Ella ha publicado más de 155 trabajos científicos en revistas especializadas de Rumanía e internacionales, ha desarrollado más de 60 trabajos de investigación científica, algunos de ellos internacionales; ha publicado tres libros y se le ha concedido una patente.

## Trayectoria
En 1996, Andronescu se unió al Partido de la Socialdemocracia de Rumania (PDSR; PSD desde 2001). Fue secretaria de Estado en el Ministerio de Educación en 1995 y tras las elecciones de otoño de 1996, en las que obtuvo un escaño en la Cámara. Dejó el ministerio al perder las elecciones el PDSR. Ocupó el cargo de secretaria de la Comisión de Educación, Ciencia y Juventud del PDSR hasta el año 2000. Fue reelegida en 2000, y nombrada miembro del gabinete entrante de Năstase donde ocupó el cargo hasta 2003, cuando fue remplazada por Alexandru Athanasiu.
Fue nuevamente elegida a la Cámara en 2004 y al Senado en 2008. Durante la última campaña, acusó al actual gobierno del Partido Nacional Liberal (PNL) de inmoralidad, corrupción e incompetencia en materia de educación y entre 2001 y 2003 luchó por introducir ordenadores en las aulas y construir gimnasios. Estos dos programas fueron criticados a finales de 2004 después de que el PSD fuera destituido por los escasos resultados de la informatización y porque ambos se habían llevado a cabo tras contratos sin licitación por valor de decenas de millones de dólares. Durante 2008, inició una ley que aumentaba los salarios de los docentes en un 50%, medida que obtuvo la aprobación parlamentaria unánimemente.
Tras su elección al Senado, donde formó parte del Comité de Cultura hasta 2010 y fue vicepresidenta del Comité de Educación en 2009, fue nombrada ministra de Educación una vez más. Este período en el gabinete también fue controvertido. En mayo de 2009, los autores de la prueba de admisión a la escuela secundaria a nivel nacional cometieron dos errores al escribir las preguntas, lo que provocó la renuncia de dos empleados del Ministerio de Educación y contribuyó a generar desconfianza entre los líderes del PSD por el posible daño a la  imagen de su partido.  
Más tarde indicó que estaba dispuesta a descartar la prueba en su forma actual, por la impopularidad entre el profesorado. En julio de ese año, anunció que su ministerio ya no emitiría diplomas para la universidad privada Spiru Haret (y podría buscar su cierre total), alegando que esa institución no había pasado por la acreditación y autorización para sus ofertas. Esta acción disgustó al presidente del PSD, Mircea Geoană, por no haber sido autorizada por él con antelación; la propia universidad llevó al gobierno a los tribunales y obtuvo el derecho a continuar con su trabajo. 
En julio de 2012, Andronescu se convirtió en Ministra de Educación por tercera vez, designada por el primer ministro Ponta. Cuando el presidente Traian Băsescu aprobó su nombramiento, le pidió que confirmara que no había plagiado su tesis doctoral. Esto se produjo en un contexto de escándalos de plagio que, entre otras consecuencias, obligaron a su predecesor, Ioan Mang, a dimitir. Andronescu, aunque consideró la solicitud «degradante» para su carrera profesional, declaró que nunca había cometido plagio. Ese noviembre, integru.org, un sitio web rumano dirigido por académicos anónimos y centrado en la detección de plagio, acusó a Andronescu y su coautor de un artículo de 2003 de haber tomado pasajes importantes sin atribución de otros tres trabajos. Las acusaciones fueron publicadas por el Frankfurter Allgemeine Zeitung. En respuesta, la ministra afirmó que sus acciones no constituían plagio. También en el mismo período, un artículo en Nature la acusaba de haber aprobado una solicitud de financiación de investigación de 500.000 euros plagiada; ella negó haber firmado alguna vez el documento. Un tercer incidente surgió a raíz de un artículo publicado, con pequeñas diferencias, cuatro veces entre 2006 y 2007; integru.org alegó que Andronescu, cuyo nombre apareció en la lista de autores las tres últimas veces, pero no la primera, plagió al primer grupo de autores.   
En las elecciones de diciembre, retuvo su escaño en el Senado con un máximo nacional del 68%, pero no fue reelecta para el gabinete de Ponta cuando se formó a finales de mes. En el Senado se ha desempeñado como presidenta del Comité de Educación desde 2012.En las elecciones al Parlamento Europeo de 2014 ganó un escaño como eurodiputada. Sin embargo, Ponta, como jefa del partido, la convenció de renunciar al cargo, alegando que era demasiado importante a escala nacional para que se le permitiera un trabajo en el extranjero.  Tras las elecciones parlamentarias de 2016 volvió a ocupar un puesto en el Senado. 